# Mosche Bar’am

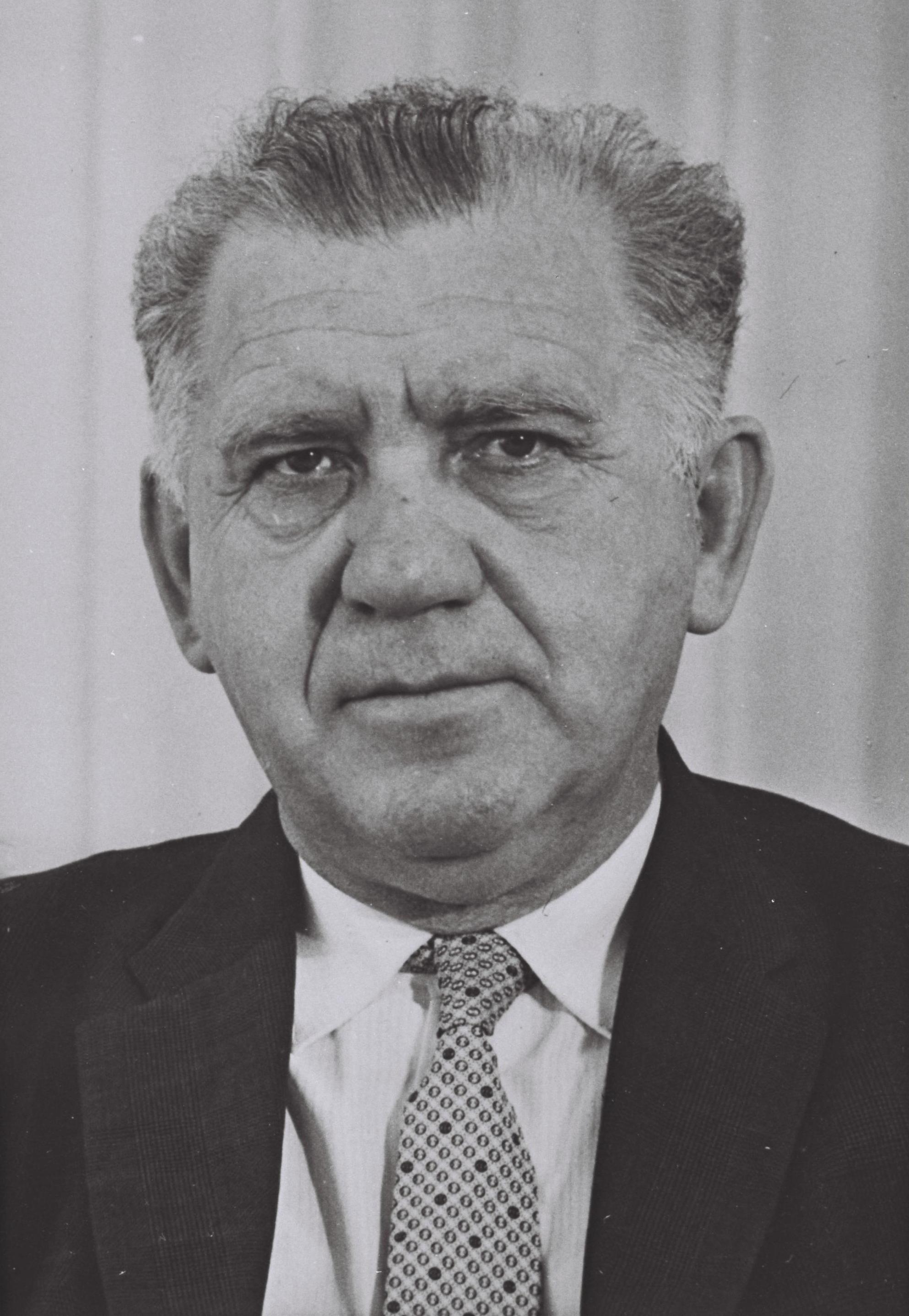
Mosche Bar'am, 1969

Mosche Bar’am (hebräisch מֹשֶׁה בַּרְעָם; * 17. März 1911 in Sdolbuniw; † 5. Dezember 1986) war ein israelischer Politiker, der als Abgeordneter des HaMaʿarach Minister für Wohlfahrt und Soziale Dienste (16. Januar 1977 bis 20. Juni 1977) und Arbeitsminister (3. Juni 1974 bis 20. Juni 1977) war. Er ist der Vater des Politikers Uzi Barʿam.

## Leben
Mosche Barʿam besuchte die Schule in Kowno. In seiner Jugend war er Mitglied der Hechaluz-Bewegung und von Dror, der Jugendbewegung der zionistischen Arbeiterpartei Poʿalei Zion. 1931 wanderte er im Rahmen der ʿAlija nach Palästina ein. 1944 wählten ihn die Stimmberechtigten des Jischuvs in die vierte jüdische Repräsentantenversammlung der Mandatszeit. Er wurde Mitglied der Hagana. 1959 wurde er Mitglied der Knesset für die Mapai. 1965 wurde Mapai Teil von HaMaʿarach, wobei Barʿam bis 1977 Knessetabgeordneter blieb. Am 3. Juni 1974 wurde er zum Arbeitsminister ernannt. Kurz vor den Wahlen 1977 übernahm er zusätzlich das Amt des Ministers für Wohlfahrt und Soziale Dienste. Seine Amtszeit dauerte bis zum 20. Juni 1977, weil er bei den Wahlen 1977 seinen Sitz verlor.

## Schriften
- Lo Be-Telem (hebräisch לא בתלם ‚Nicht in einer Furche‘), 1981.